# 95-ös típusú könnyű harckocsi
A 95-ös típusú (九五式軽戦車 ハ号; Hepburn: kyūgo-shiki kei-sensha Ha-Gō; közismertebb nevén Ha-Gó) harckocsi tervezésére az 1930-as évek elején, a japán hadsereg elvárásainak megfelelően került sor. A prototípust a Mitsubishi készítette el 1934-ben. Amikor 1943 elején megszüntették a típus gyártását, már több mint 1100 ilyen harckocsi készült el. A 95-ös legnagyobb hiányossága az volt, hogy a parancsnoknak egyéb feladatai mellett még az ágyút is kezelnie kellett, ami jelentősen korlátozta a harcjármű hatékonyságát. Ez a hátrány egészen addig elhanyagolható volt, amíg a típus Mandzsúriában és Kínában csupán gyalogsággal és régi páncélosokkal állt szemben.
Amikor azonban a háború későbbi szakaszában már amerikai harckocsikkal került szembe, a lövegkezelő hiánya már katasztrofális következményekkel járt. Annak ellenére, hogy a típus fegyverzetét gyártása során megerősítették, gyenge páncélzata és csekély tűzereje miatt teljesen hatástalan harckocsinak bizonyult. A 95-ös alapján alakították ki a 2 Ka-Mi típusú úszó harckocsit, amelyet a csendes-óceáni hadműveletek korai szakaszában alkalmaztak. A típus harcolt a második kínai–japán háborúban, a szovjet–japán határkonfliktusokban és a második világháborúban.

## Tervezés

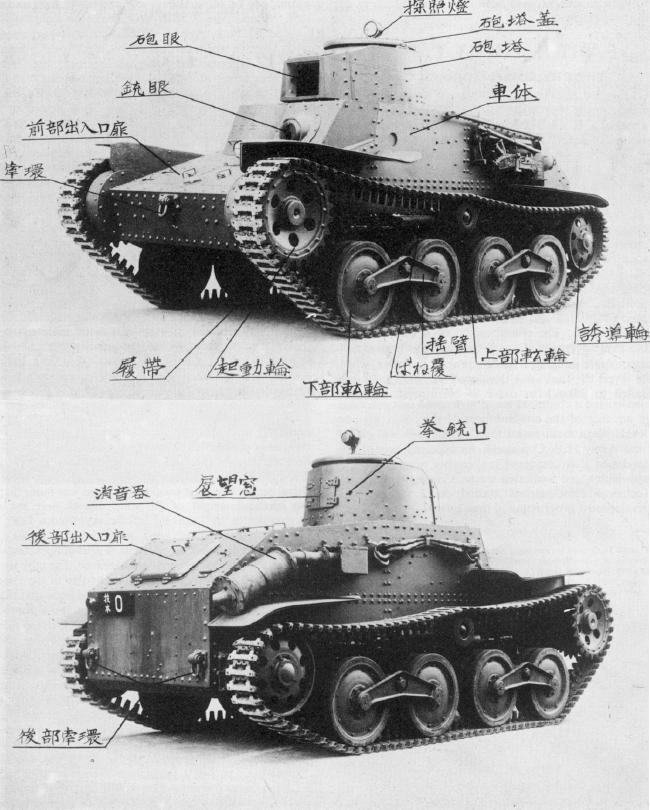
A Ha-Gó első prototípusa 1934-ben.

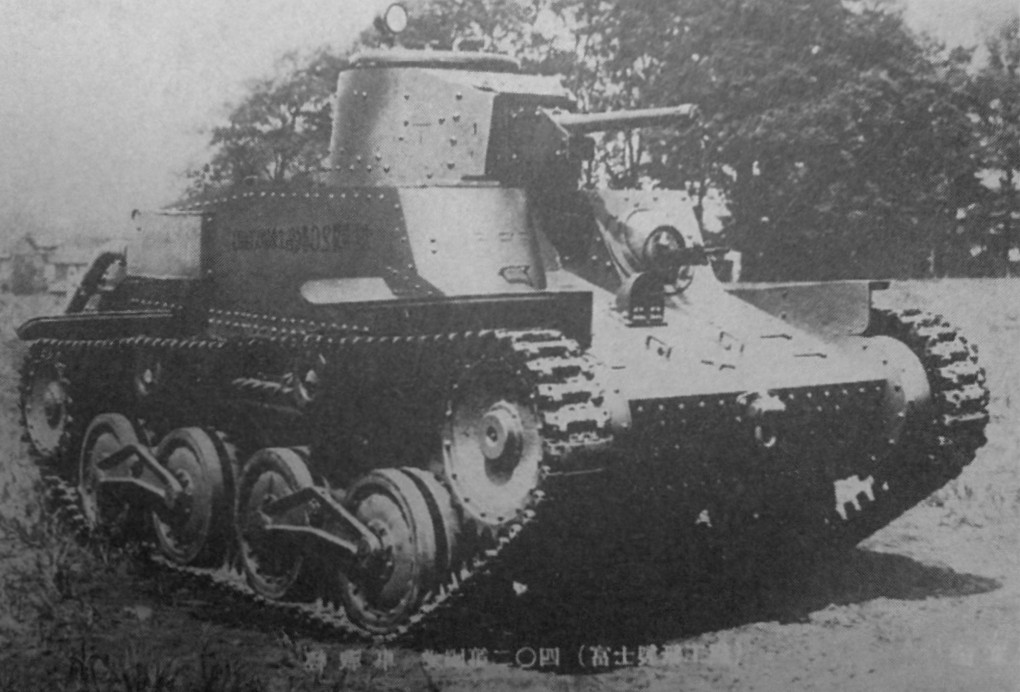
Korai verziós Ha-Gó.

1930-as évek elején Japán kísérletezni kezdett a gépesített hadviseléssel úgy, hogy a gyalogság mellé támogató harckocsikat kívánt alkalmazni. A 89 típusú I-Gó azonban nem bizonyult kellően mozgékonyan a feladat ellátására ugyanis nem bírta tartani az iramot a teherautókkal. A japán hadsereg Műszaki Irodája 1933-ban javasolta, hogy építsenek egy 40 km/h-ra képes könnyű harckocsit. A munkálatok még ebben az évben elkezdődtek. A Sagami Arsenal 1934-re meg is épített egy prototípust. 1935-ben a Műszaki Iroda egy megbeszélés alkalmával javaslatot tett, hogy a ez a tank legyen a gyalogságot támogató fő harckocsi típus. A gyalogságnak aggályai merültek fel, mert a páncélzat vékony volt, de a lovasság szerint a nagy sebességgel kompenzálható volt a vékony páncélzat. A gyalogság képviselői végül elfogadta a terveket, mert még mindig jobb alternatíva volt, mint egy gyengébb páncélautó. Ennek köszönhetően 1935-ben indult meg a termelés a Mitsubishi Nehéz Iparműveknél. Az 1943-ig tartó gyártásban a Mitsubishi 853-at épített, míg a Sagami Arsenal, Hitachi Industries, Niigata Tekkosho, Kokura Arsenal és a Kobe Seikosho 306 darabot. A hadseregben a Ke-Gó és a Kyugó elnevezést kapta.
A harckocsi 3 főnyi legénységgel rendelkezett. A parancsnokkal a vezetővel és a lövésszel. A toronyban csak a parancsnoknak volt hely így rá hárult a feladat, hogy a löveget és a hátsó géppuskát kezelje, megfigyeljen valamint utasításokat adjon a legénység többi tagjának. A tank elsődleges fegyverzete kezdetben egy 37 mm-es 94 típusú L/46 löveg volt. Később ezeket felváltották a jobb mutatókkal bíró 98 típusú L/37 löveggel. A 94-es 700 m/s-ra gyorsította a lövedéket és 500 méteren 30-fokos szög esetén 32 mm-t ütött át addig a 98-as 800 m/s-ot ért el és 500 méteren 30 fokos szögnél 35 mm-t ütött át. A löveget -15 és +20 fok között lehetett kitéríteni függőlegesen. Két fajta lőszerrel volt ellátva páncéltörővel és robbanólövedékkel. Másodlagos fegyverzete két darab 7,7 mm-es 97 típusú könnyű géppuskákból állt. Az egyik a hajótestbe volt beépítve, míg a másik a toronyba viszont nem koaxiálisan, hanem a torony hátuljába féloldalasan. A harckocsi egyik legjellegzetesebb része a spirális felfüggesztés volt. Ezt a 94-es típusú kis harckocsitól örökölte. 4 darab futógörgő volt felszerelve hajlított karokkal összefogva a harckocsi mindkét oldalán valamint két darab visszafutó görgővel is ellátták. A felfüggesztés nem volt ép a legjobb, mert egyenetlen talajon a harckocsi nagyon rázott. A legénység olykor a merevítőket átállította, de így sem lett tökéletes. A harckocsi belsejét azbeszttel vonták be, hogy a nap által felmelegített páncéllemezekhez érve ne sérüljön meg a legénység, amikor egyenetlen talajon haladnak. Építettek módosított felfüggesztéssel ellátott Ha-Gókat is. A stabilabb és jobb futás érdekében a két-két fő fotógörgő közé beillesztettek egy-egy kisebb méretű kereket. A hajlított karokat is egyenesre cserélték, hogy hozzá lehessen fogatni a kisebb kerekeket. Ennek a módosításnak köszönhetően némileg stabilabban tudott mozogni a harckocsi. A módosított futóműves Ha-Gókat főleg a Kvantung-hadsereg kapta meg. A tank motorja egy Mitsubishi NVD 6120 típusú hathengeres 14 300 cm³-es, léghűtéses dízelmotor volt. Három szerelőnyíláson keresztül lehetett elérni a motort. A két nagyobb a motortér tetején volt és az egyik fedelén volt a szellőző, míg a harmadik kisebb hátulra került. Irányítása a tengelykapcsoló és a fékrendszer által az elülső láncmeghajtókerék segítségével történt. A sebességváltón négy előre és egy hátrameneti fokozat volt. Fordulni nem tudott egy helyben. A harckocsi páncélzata szegecseléssel készült. A vékony lemezek miatt csak a kis kaliberű fegyverek ellen volt jó. A tank legvédettebb része a kis méretű 57 mm-es lövegpajzs volt. Egyes darabokat elláttak két fényvisszaverővel, hogy az elöl haladó járműveket éjszaka is lehessen látni. A harckocsik jó része nem rendelkezett rádióval mivel tévesen azt gondolták a japánok, hogy nem szükséges minden tankot rádióval felszerelni.

## Harci alkalmazása

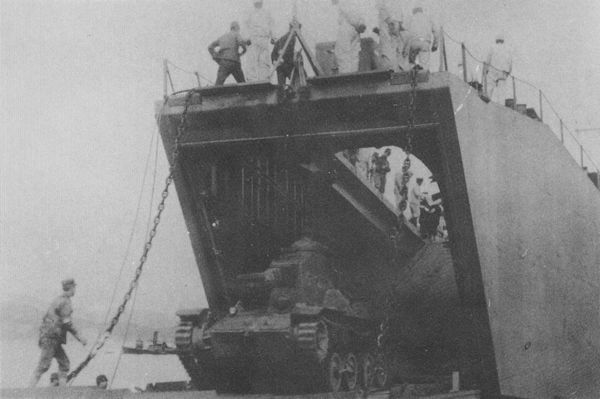
Ha-Gó partraszállás közben.

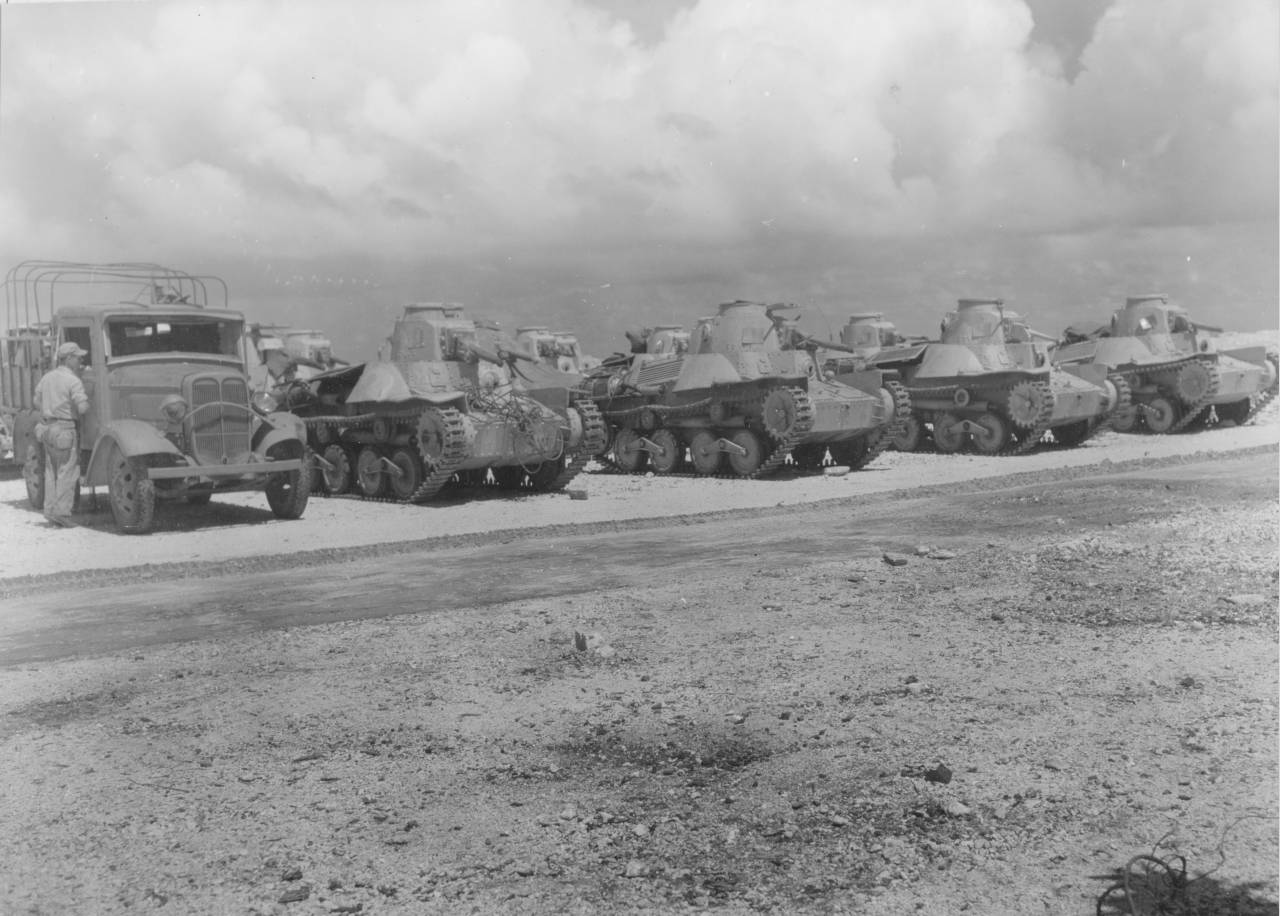
A Marcus-szigeteken állomásozó 16. Harckocsi ezred Ha-Gói. Mellettük egy 94-es típusú Isuzu teherautó.

1935-ben lépett szolgálatba a típus. Ebben az időben az egyik leghatékonyabb könnyű harckocsinak számított. A Ha-Góval kívánták felváltani a lovassági dandároknál a régebbi 92-es típusú Jyu-Sokosha kis harckocsikat. A harckocsi a korai Mandzsúriai és Kínai hadjáratok alkalmával hatékonynak bizonyult a Kínai Köztársasági Hadsereggel szemben, ami csekély számú német PzKpfw I-esel, brit Vickers 6-Ton-nal és olasz CV-33-as kis harckocsikkal volt felszerelve. Ám a tankelhárító eszközök hiánya miatt nem tudták igazán kiértékelni a típust és a Ha-Gó-t nem arra tervezték, hogy más harckocsikkal harcoljon. Feladata a gyalogság támogatása volt. Mivel a Japán Császári Haditengerészet prioritást élvezett ezért a jó minőségű acélt a tengerészet, míg a Japán Császári Hadsereg csak a maradékot kapta. Az 1942-ben alkalmazott páncélzat összetétele és minősége nagyjából megegyezett a 30-as években használtakkal, ami akkor már elavultnak számított. A Császári Haditengerészet különleges egységei is használtak Ha-Gó-kat a Csendes-óceáni harcokban.

### Halhin-goli csata

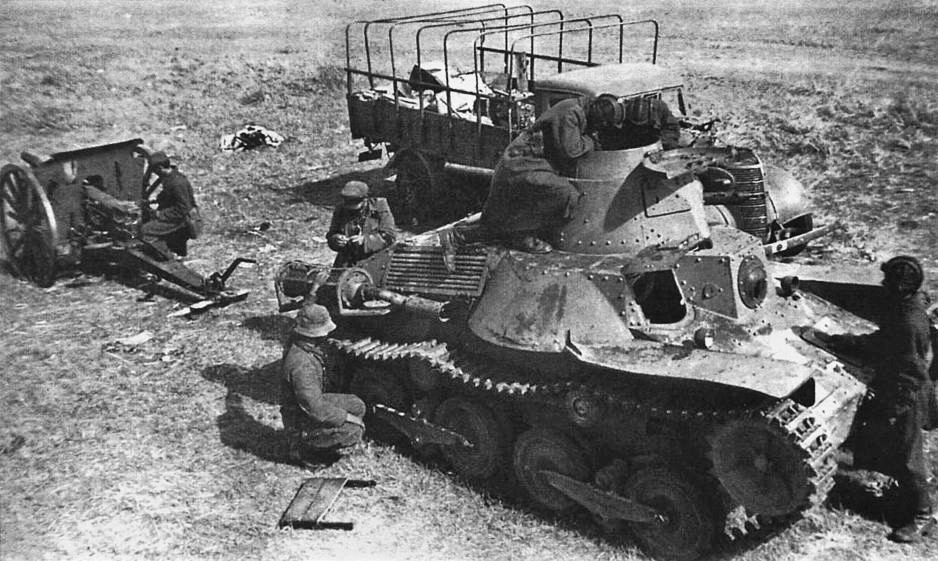
1938-ban szovjet katonák egy elhagyott módosított felfüggesztésű Ha-Gót vizsgálnak. Jól látható a harckocsi futógörgői közé a stabilabb futás érdekében beépített két kisebb kerék valamint a karok is egyenesek nem pedig hajlítottak.

Yasuoka Masaomi parancsnoksága alatt érkezett meg a harcokhoz az 1. Harckocsi Hadtest. Céljuk az volt, hogy elvágják a visszavonuló szovjetek útját. Két napon át szállították a 3. és 4. harckocsi ezredeket vasúton a hadműveleti zónákba. A 3. harckocsi ezred közel tízéves 89 típusú közepes harckocsikkal volt ellátva, míg, a Tamada Yoshio által parancsnokolt 4. Harckocsi Ezred 35 darab 95-ös típusú, 8 darab 89 típusú és 3 darab 94 típusú Te-Ke kis harckocsival volt felszerelve. A szovjetek legnagyobb mennyiségben BT-5 valamint BT-7 harckocsikkal rendelkeztek. A BT harckocsik annak ellenére, hogy szintén könnyű harckocsik voltak majdnem kétszer nehezebbek voltak, mint a Hag-Gó miközben páncéljuk nem volt erősebb és benzinmotorjuk révén a Molotov koktéloktól is könnyen kigyulladtak, de mozgékonyságuk jobb és a fegyverzetük is hatékonyabb volt. A Ha-Gó hatásos lőtávolsága csupán 700 méter volt ezzel szemben a szovjet harckocsik ezer méterről is veszélyesek voltak. Egy japán harckocsi parancsnok megjegyezte, hogy „láttunk egy villanást, utána egy lyukat a tankunkon. És az oroszoknak pontos lövéseik voltak!” 1939. július 2-án 18:10 körül a 4. harckocsi ezred Ha-Gó harckocsijai vezették a támadást. A 3. harckocsi ezredet is bevetették. A 3. harckocsi ezredet 20:00 körül szovjet tüzérségi zárótűz érte. A 4. harckocsi ezred délkeleti irányban kikerülte a zárótüzet ám az Uzuru tó környékén szovjet tüzérségi állásokba ütköztek. Tamada elrendelte, hogy csak este támadjanak. 23:00 környékén indultak meg ismét. A harckocsik 6 méteres távolságban haladtak egymástól a szakaszok pedig 30 méter helyet hagytak maguk közt. Éjfél után vihar sújtotta a térséget elrejtve a szovjet, állásokat a támadók elől. A villámláskor ki lehetett venni a japán harckocsik sziluettjét és a szovjetek páncéltörő ágyúkkal kezdték lőni a támadókat. Az ágyúk mellett nehéz géppuskák valamint BT-7-es harckocsik is tüzet nyitottak. Azonban a tüzérségi lövegek nem tudtak tüzelni, mert a célpontok túl közel voltak. 00:20-tól 02:00-ig a japán harckocsik 1 kilométernyire betörtek a szovjet vonalakba és kilőttek 12 tüzérségi ágyút. A harckocsi veszteség mindössze egy Ha-Gó volt. A jelentések szerint csata alatt 1100 darab 37 mm-es 129 darab 57 mm-es és 16000 darab géppuskalőszert használtak el.

### Burmai és malajziai hadjárat

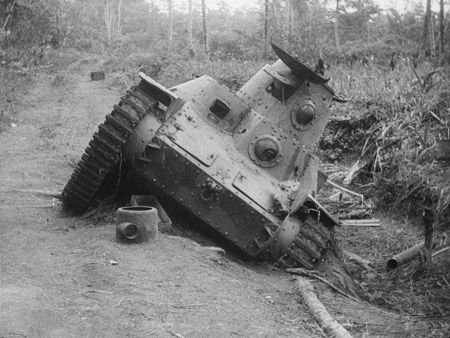
Elhagyott Ha-Gó a Milne-öbölnél.

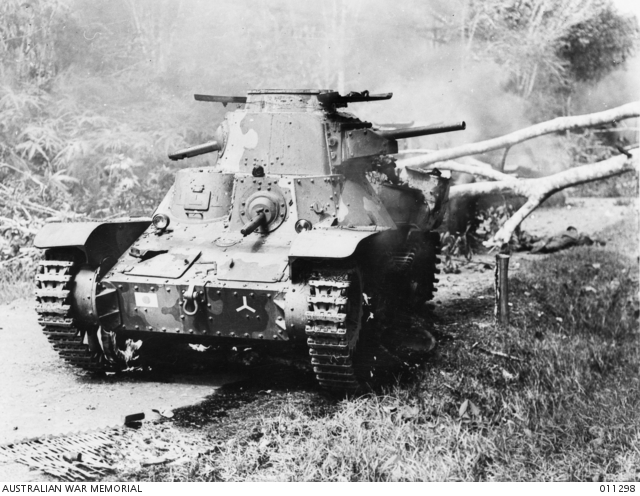
Egy ausztrál 40mm-es Ordnance QF 2 pounder löveg által kilőtt Ha-Gó, Muar közelében.

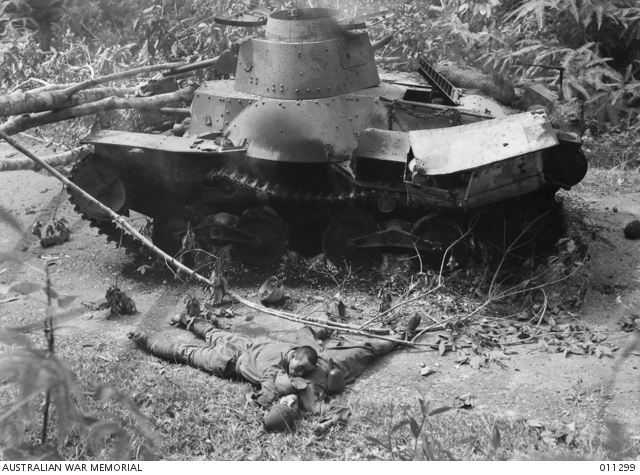
Szintén Muar közelében megsemmisült Ha-Gó. Látható, hogy a legénységet lelőtték miközben megpróbálták elhagyni a kilőtt harckocsit.

A britek már 1840 körül Szingapúr környékén az amerikaiak pedig az 1900-as évek elején üzemeltettek katonai bázisokat a Fülöp-szigeteken így volt némi tapasztalatuk a dzsungelharcban. Viszont tévesen azt hitték, hogy a harckocsik nem tudnak a dzsungelben harcolni. A Japán Császári Hadsereg pedig kisebb csatákat leszámítva nem indított nagy hadjáratokat trópusi területeken így nem volt nagy tapasztalatuk az ilyen körülmények közt zajló csatákban. Így a japánok 1942 február 15-én Szingapúrnál és áprilisban Corregidoron két képzett haderővel álltak szemben. Viszont a 95 típusú harckocsik 1942 közepéig igen sikeresnek bizonyultak. Sikereiket elsősorban az összehangolt támadásoknak köszönhetik valamint annak, hogy a harckocsik sokszor olyan helyeken bukkantak fel ahol a britek és az amerikaiak nem számítottak páncélosok megjelenésére. A nedves dzsungel és a nehéz terep ellenére 1941 december 11-én 12 darab 95 típusú harckocsi is közreműködött abban a támadásban, aminek sikerült áttörnie a Jitra-vonalat. Az itt harcoló brit hadsereg szinte semmiféle páncélossal nem rendelkezett a háború ezen, szakaszában. 1942-ben a Japán Császári Hadsereg Thaiföldön és Burmán keresztül Indiába is be akart törni. A 14. harckocsi ezred Ha-Gói is részt vettek a támadásban. Itt viszont a brit egységek M3 Stuart harckocsikkal voltak felszerelve. A hosszúra nyúlt japán utánpótlási vonalak valamint az Imphal és a Kohima alatti vereség miatt a támadás megrekedt. Sok Ha-Gó semmisült meg ezekben a harcokban.
Az első japán és amerikai páncélosok küzdelme 1941. december 22-én történt a Fülöp-szigetekhez tartozó Bataan félszigeten Damortis közelében. A japán 4. harckocsi ezred Ha-Gó harckocsijai csaptak össze a járőröző amerikai 192. harckocsi zászlóalj öt új M3 Stuart tankjával. Az M3-as jobb páncélzattal rendelkezett, mint a 95-ös típus és a lövege is valamivel erősebb volt. Azonban ezek az előnyök elhanyagolhatók voltak mivel harc közben bebizonyosodott, hogy legtöbbször mindig az a páncélos győzött, amelyik előbb lőtt. Ebben a japánok bizonyultak jobbnak. Egy M3-ast kilőttek miközben az megpróbálta elhagyni a műutat. A maradék négy M3-as több találat után visszavonult a félsziget mentén. 1942 június 7-én japán ejtőernyős osztagok és Különleges Partraszálló Erők érkeztek a Kiska szigetre, ami az Aleut-szigetek megszállását volt hivatott előkészíteni. A 11. harckocsi ezred Ha-Gó harckocsijai is támogatták az inváziót. Ezek voltak az egyetlen ellenséges harckocsik, amik amerikai földet tapostak. A csata után két elfogott Ha-Gó-t elszállítottak az Aberdeenbe, hogy leteszteljék. Ezek a harckocsik ma is megtalálhatók ott. Két 95-ös típusú harckocsi részt vett a Milne öböli csatában 1942 augusztusában. Az első támadó hullámmal 25-én érkeztek meg 23 óra 30 perckor és kezdetben igen sikeresnek bizonyultak az ausztrál gyalogsággal szemben, akik a tapadóaknákat nem tudták használni a magas páratartalom miatt. Bár a harckocsik megbízhatóak voltak a gyakori esőzés miatt sokszor beleragadtak a sárba. A mindkét harckocsi röviddel a megérkezésük után leragadt és hátrahagyták őket.

### Későbbi összecsapások

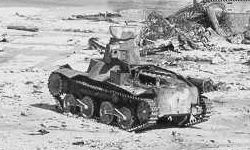
Elhagyott Ha-Gó a Tarawai csatában.

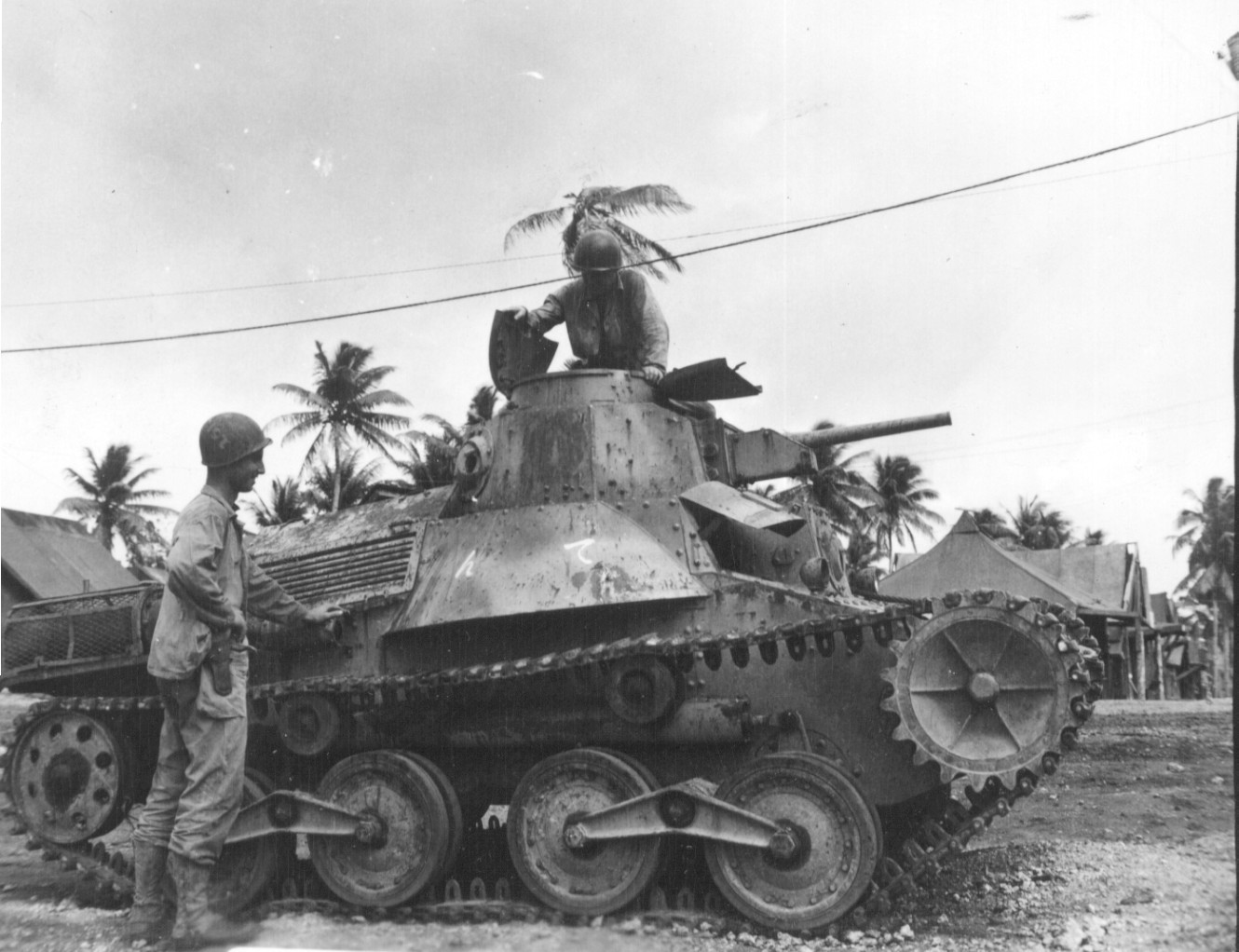
Amerikai katonák a 26. Harckocsi ezred egy elfogott Ha-Gó harckocsiját vizsgálják át Guamnál.

Bár a 95-ös típus az M3 Stuartokkal fel tudta venni a versenyt a később ellenük vezényelt brit Matilda II-es és Valentine, valamint amerikai M4 Sherman és M5 Stuart-okkal szemben hátrányba került. Az amerikaiak felismerték, hogy a gyalogsági fegyverek is kárt tudnak tenni a tankban és a nagyobb kaliberű géppuskák még a vastagabb páncélzatát is át tudták ütni. 1942 augusztusában a Guadalcanal elleni támadáskor az amerikai 1. harckocsi zászlóalj M2A4 Stuart könnyű harckocsikkal volt felszerelve és sikeresen vették fel a harcot a japán harckocsikkal. Annak ellenére, hogy az amerikaiak nagy veszteségeket szenvedtek számos Ha-Gót kilőttek és ejtettek hadizsákmányul a biaki ütközetben. A harckocsikat sokszor öngyilkos támadásokba vezényelték a japánok így sikerült sokat megsemmisíteni. 1944 július 21-én Guamon 10 Ha-Gót lőttek ki M4 Sherman harckocsikkal és kézi páncéltörő fegyverekkel. Július 24-én a tiniani csatában hét semmisült meg. Peleliu szigetén is sor került páncélos összecsapásra. Szeptember 15-én 16:50-kor 15 Ha-Gó harckocsi a gyalogság támogatásával lendült támadásba a partraszálló amerikai erők ellen. Az 1. tengerészgyalogos ezred és az 5. tengerészgyalogos ezred közötti állásokat vonták támadás alá. Céljuk az volt, hogy szétválasszák az amerikai csapatokat. Azonban a japán tankok nagy irama miatt a mögöttük fedezékben haladó gyalogság lemaradt így ki lettek téve az amerikaiak tüzének. A harckocsiknak sikerült az amerikaiak vonalaiban súlyos károkat okozni viszont a tengerészgyalogosok felmentésére hat darab M4A2 Sherman harckocsi érkezett. Oldalról támadták meg a japán tankokat. Néhányan nem is páncéltörő lőszert használtak, hanem robbanólövedékkel lőtték a Ha-Gó-kat amik vékony páncélzatuk miatt igen sebezhetőek voltak. Sikerült is a japán tankokat szétszórniuk. Ezzel szemben a Ha-Gó 37 mm-es ágyúja hatástalannak bizonyult az amerikai harckocsik ellen. Két Ha-Gó azonban be tudott törni az amerikaiak vonalaiba és géppuskatüzet zúdítottak a tengerészgyalogosokra. Bár súlyos veszteségeket szenvedtek a tengerészgyalogosoknak sikerült megsemmisíteni a tankokat páncéltörő fegyverekkel. A Sherman tankok közbe elvágták a visszavonulás útját így a megmaradt harckocsikat megsemmisítették. 25 perces csata után csupán két Ha-Gó tudott visszatérni a japán vonalakhoz. Ezek később semmisültek meg. A Fülöp-szigetekhez tartozó Leyete-szigeten 10 a Luzon-szigeten pedig 19 semmisült meg. Az Okinavai csatában mindössze 13 darab 95-ös típus és 14 darab 97-es típusú SinHoTo ("új tornyú") Csi-Ha állt szemben 800 amerikai harckocsival.

### Háború után
Kínában a háború után maradt néhány Ha-Gó és Csi-Ha. Ezek bevetésre kerültek a Kínai polgárháborúban. Thaiföld egészen 1952-ig rendszerben tartotta a típust és Dél-Korea hadserege pedig bevetette a Koreai háborúban is. Ezen felül a háború után Indokínában maradt japán harckocsikból a franciák létrehozták a "Commando Blindé du Cambodge" egységet amit bevetettek az indokínai háború korai szakaszában.

## Rendszeresítő államok
- Japán Birodalom
- Kína
- Kínai Köztársaság
- Thaiföld
- Dél-Korea
- Franciaország

## Műszaki adatok

### Tulajdonságok
- Személyzet: 3 fő
- Hossz: 4,38 m
- Szélesség: 2,07 m
- Magasság: 2,28 m
- Hasmagasság: 0,39 m
- Tömeg: 7400 kg
- Legyártott mennyiség: 1161 darab

### Fegyverzet
- Elsődleges fegyverzet: 37 mm-es 94-es típusú l/46 vagy 37 mm-es 98-as típusú l/37 löveg
- Másodlagos fegyverzet: 2 darab 7,7 mm-es 97-es típusú géppuska
- Lőszer: 119 darab lőszer, 2940 darab géppuskalőszer

### Páncélzat
- Frontpáncél: 12 mm/77-fok
- Oldalpáncél: 12 mm/90-fok
- Hátsó páncélzat: 6–12 mm/64-fok
- Lövegpajzs: 57 mm
- Torony eleje: 12 mm
- Torony oldala: 12 mm/79-fok
- Torony hátulja: 12 mm/83-fok
- Torony teteje: 9 mm

### Mozgékonyság
- Motor: Mitsubishi NVD 6120 típusú 14 8300 cm³-es dízelmotor
- Teljesítmény: 120 lóerő
- Fajlagos teljesítmény: 15,6 lóerő/tonna
- Felfüggesztés: spirális
- Sebesség: 48 km/h (út) 26 km/h (terep)
- Hatótávolság: 250 km
- Üzemanyag kapacitás: 164 liter

## Galéria

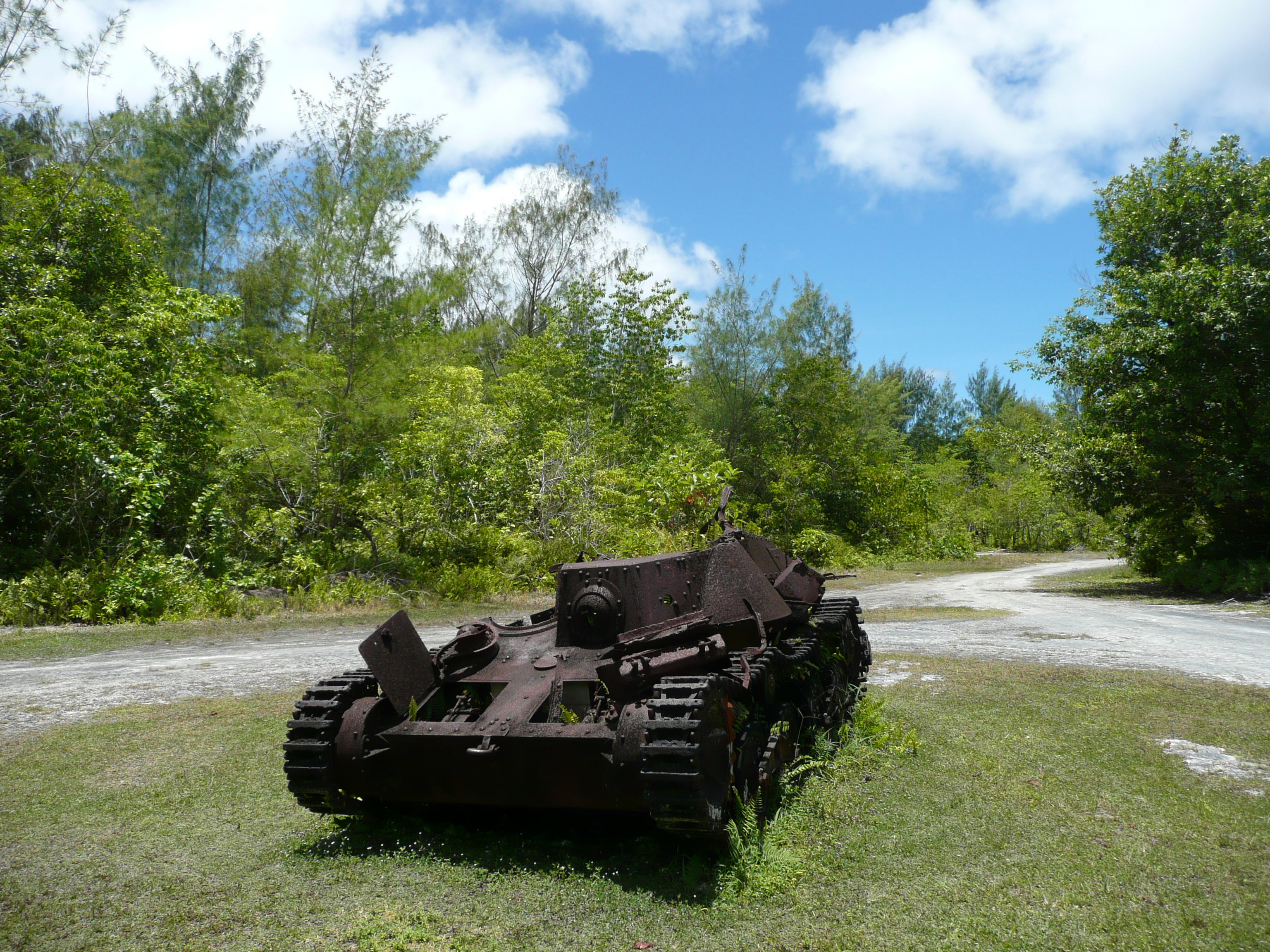
Elhagyott Ha-Gó Peleliu szigetén.
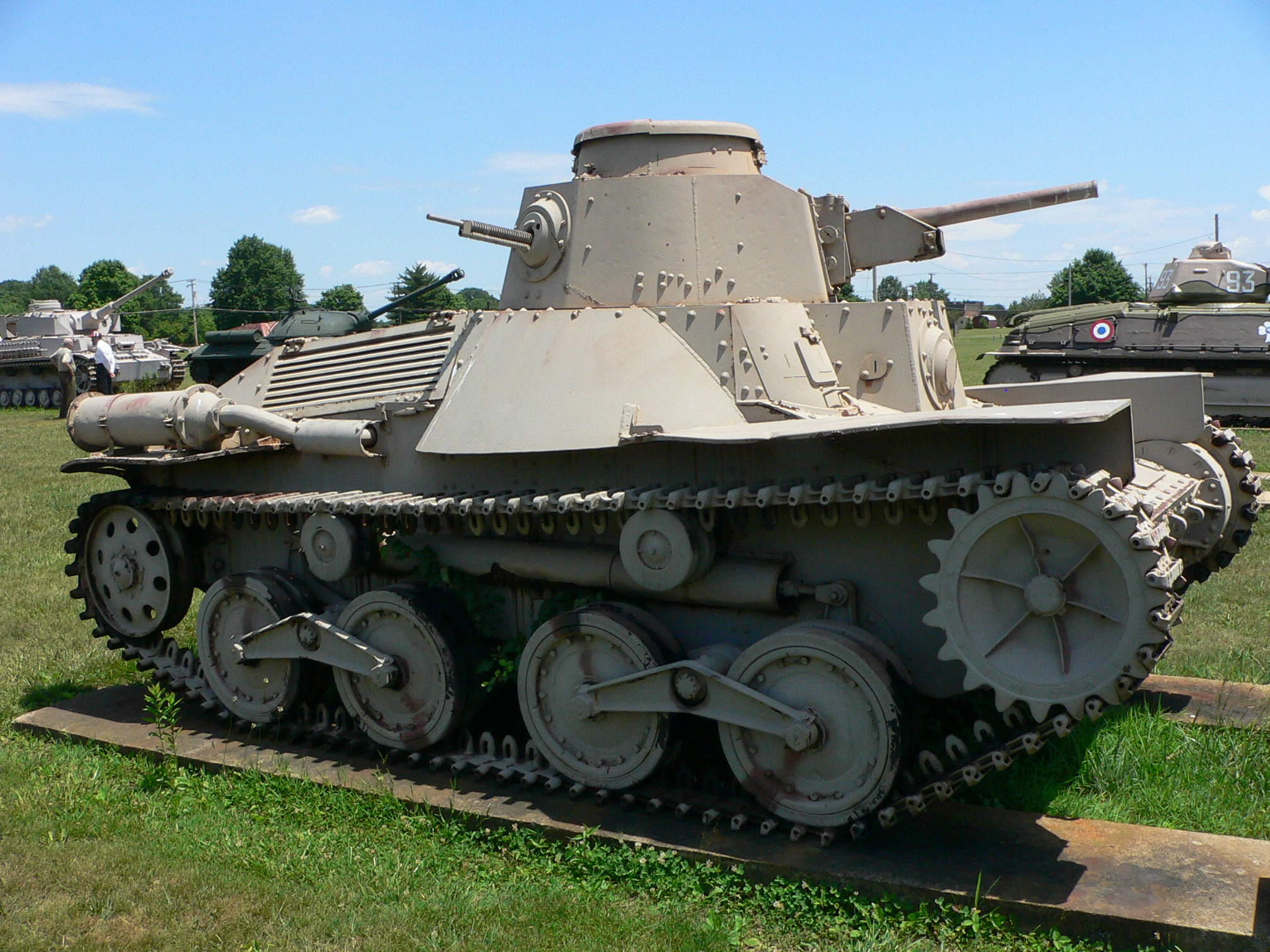
Ha-Gó az Aberdeen-i Múzeumban.
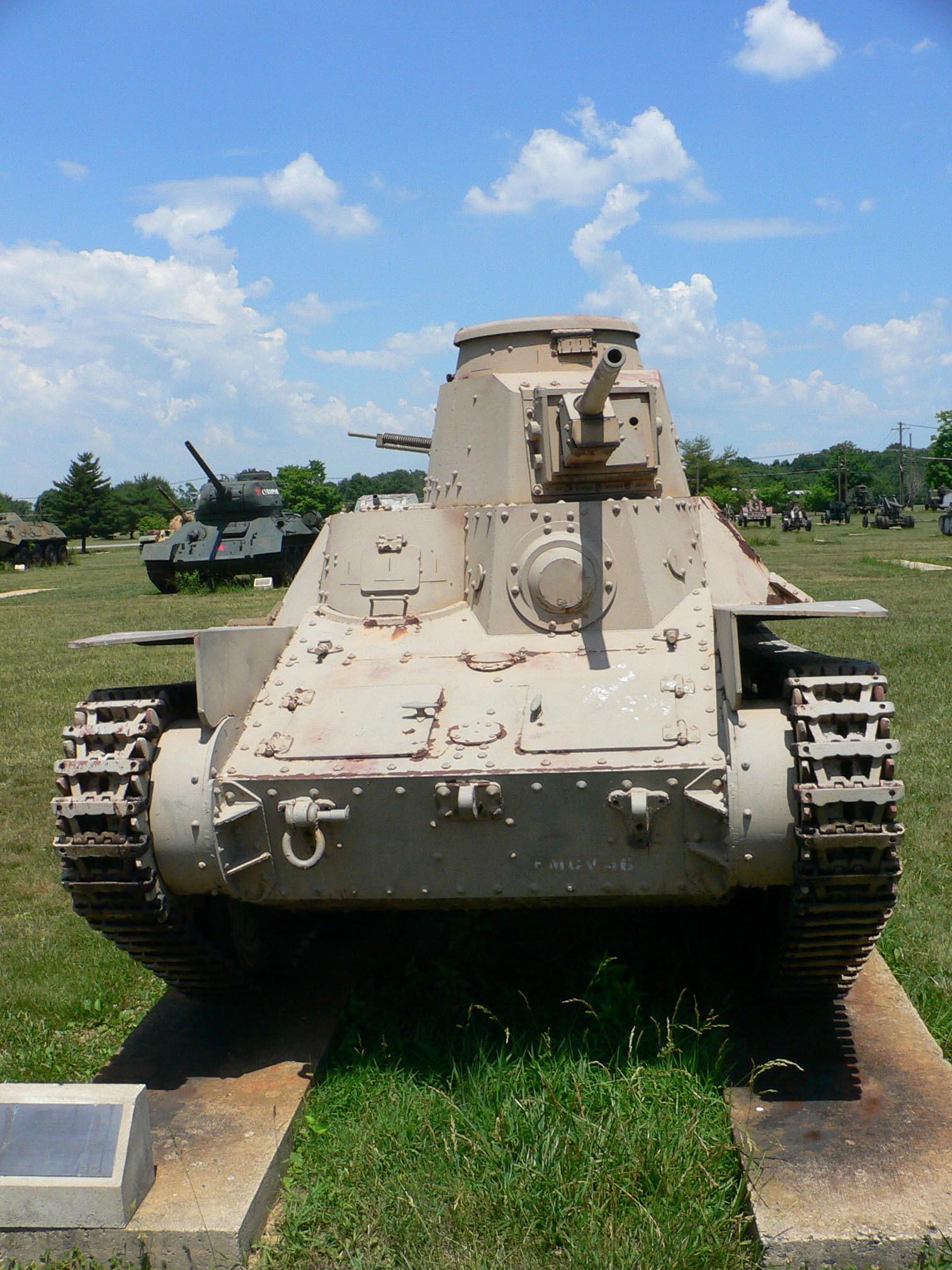
Az Aberdeen-i Múzeumban látható Ha-Gó szemből.
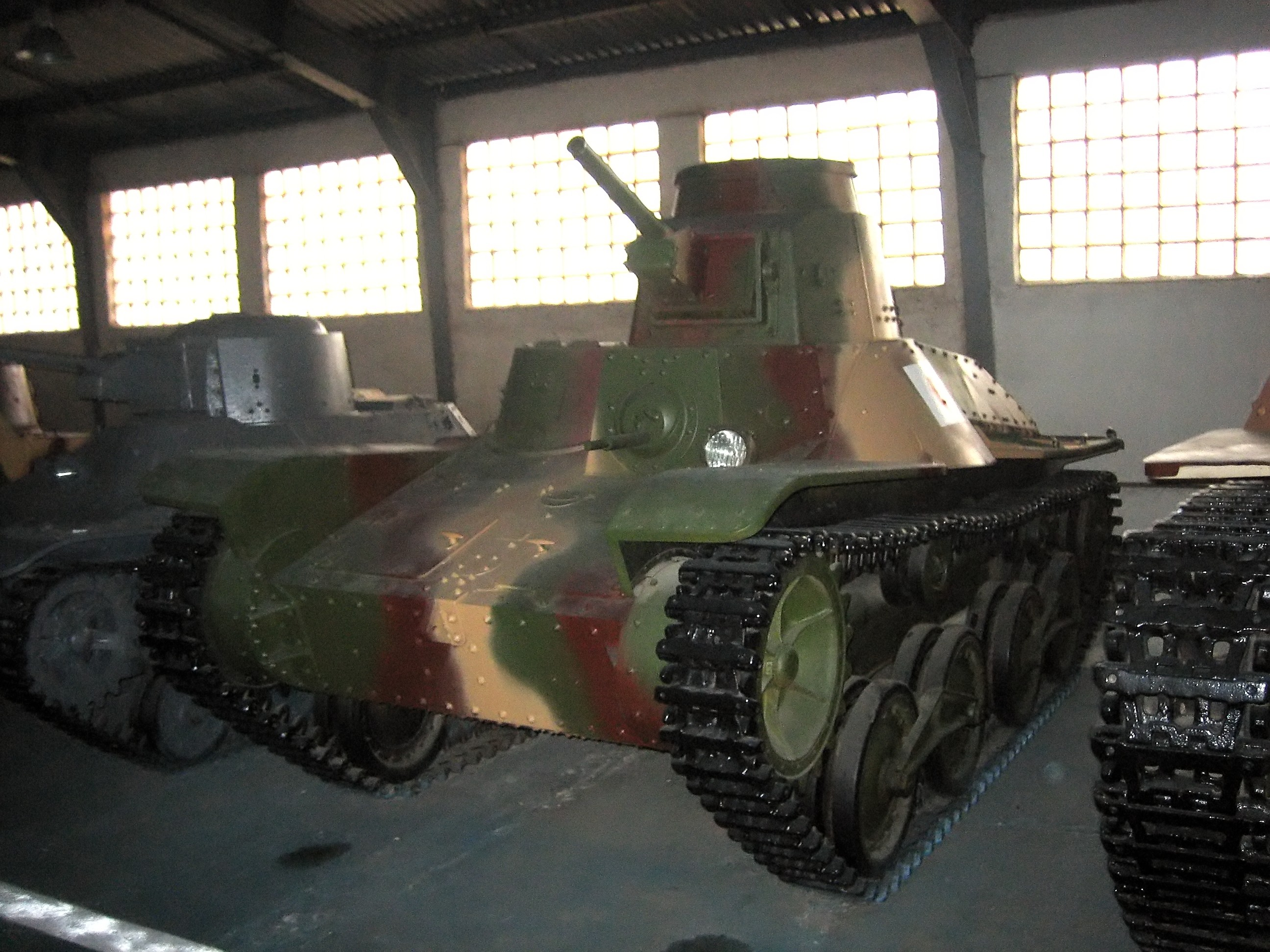
Ha-Gó a Kubinkai Harckocsi Múzeumban.
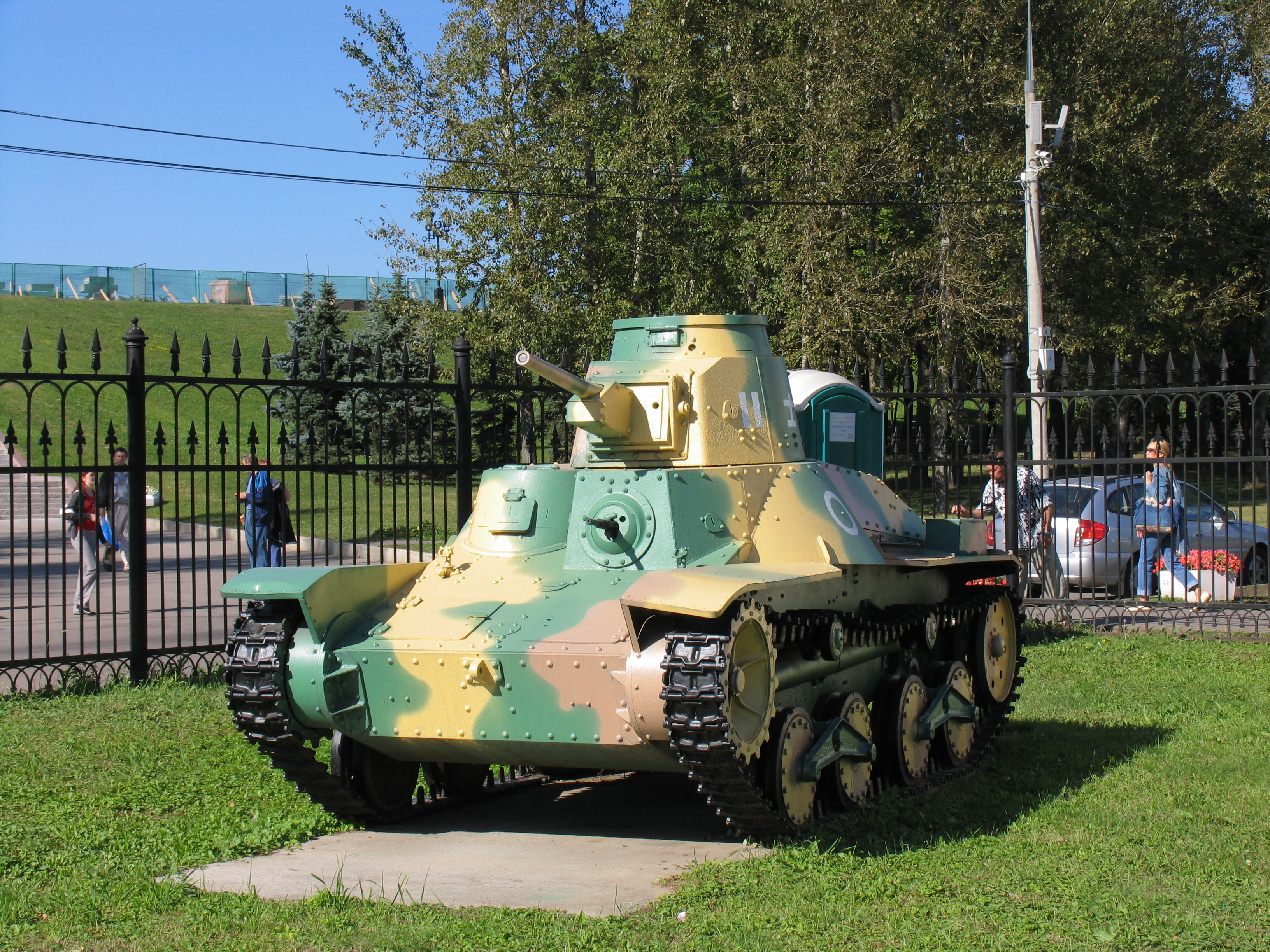
Ha-Gó Moszkvában.
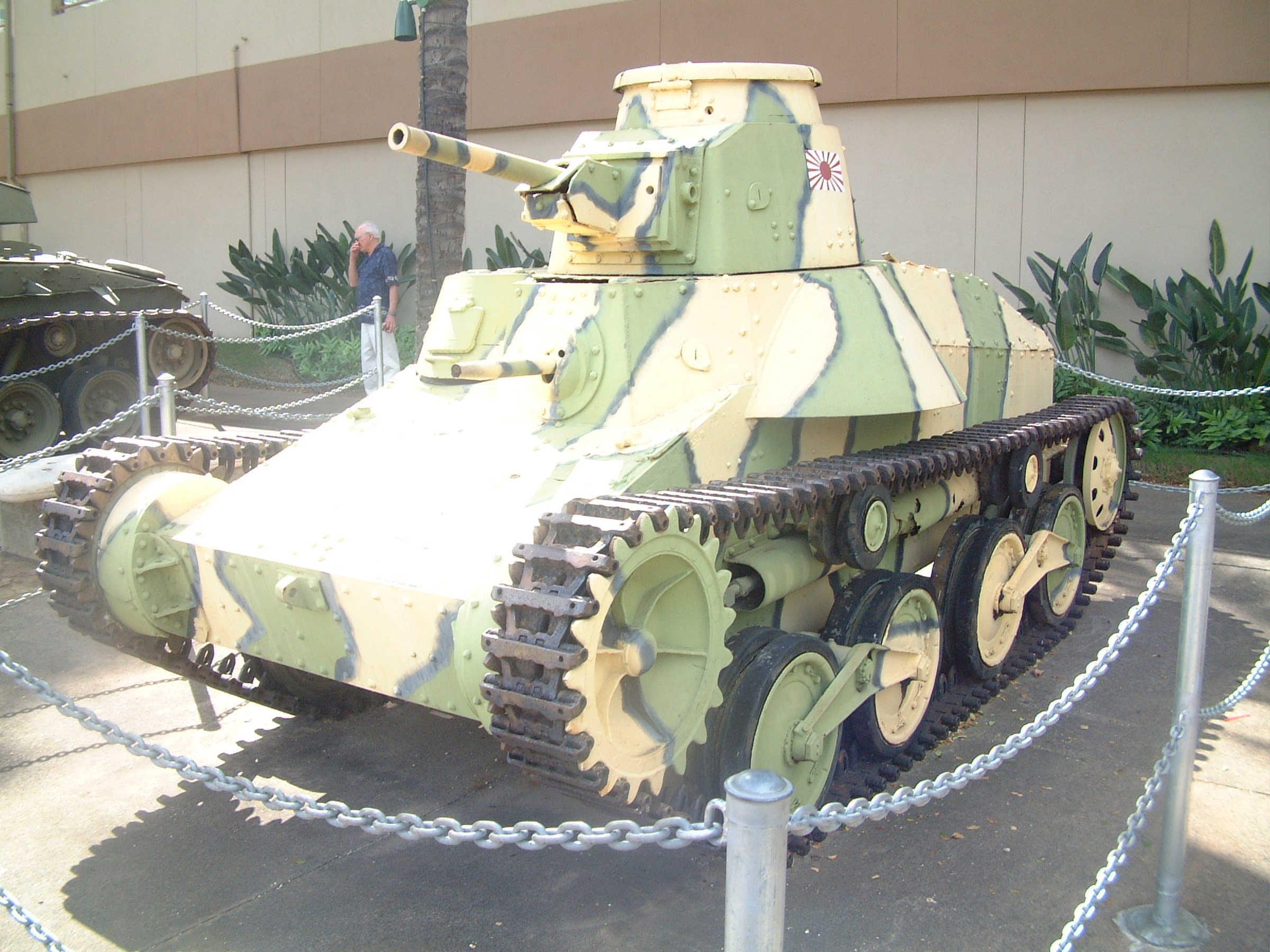
95-ös típusú harckocsi egy Hawaii-on lévő múzeumban.
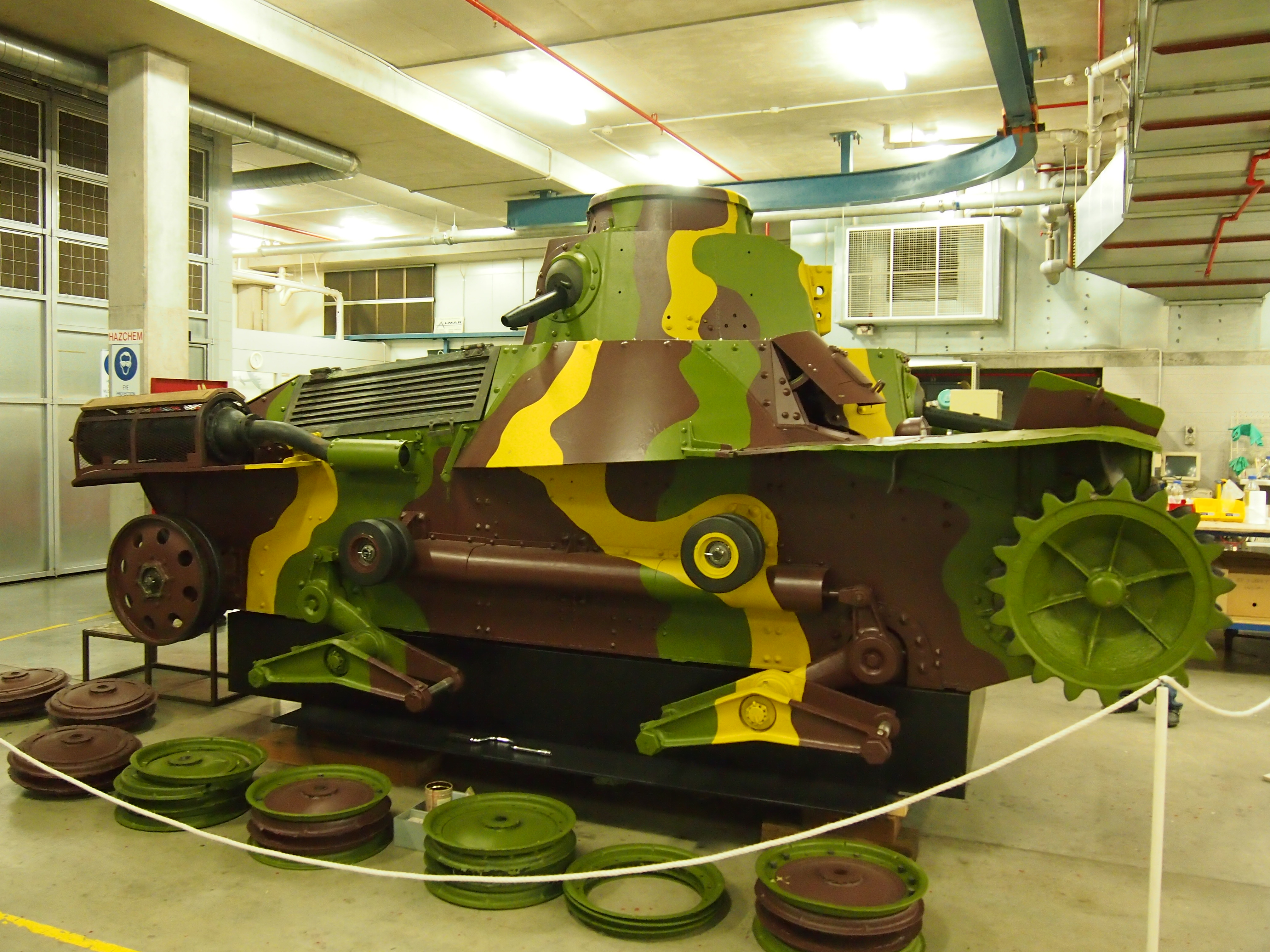
Egy Ausztráliában lévő Ha-Gó restaurálás alatt.

## Típusváltozatok

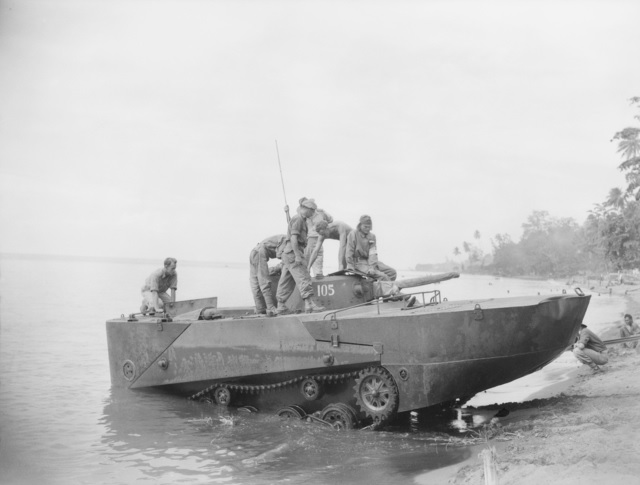
Ausztrál katonák egy Ka-Mi-t vizsgálnak 1945-ben.

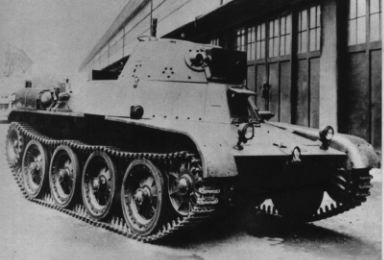
A 98B típusú Ke-Ni Otsu, Christie féle futóművel.

2-es típusú Ka-Mi: A Ha-Gó-t először légtartályok segítségével úszóképessé akarták tenni ez azonban kudarcba fulladt. Utána nagy változtatások nélkül a harckocsit kiegészítő pontonokkal látták el, ami biztosította a megfelelő felhajtóerőt. 1942-ben kezdték gyártani és a legalapvetőbb úszóharckocsivá vált. Ellátták rádióval és a legénység kommunikációját segítő belső telefonrendszerrel. Egy szerelő is helyet kapott a tankban. Az amerikaiak először a Marshall és a Mariana szigeteken találkoztak velük. Elsősorban gyalogság támogatására akarták használni azonban 44-től pedig beásott erődként alkalmazták. Mivel túl kevés készült belőle nem gyakorolt nagy hatást a harcokra.
3-as típusú Ke-Ri: A Csi-Ha 57 mm-es 97-es típusú lövegét akarták beépíteni a Ha-Gó-ba. Áttervezték a tornyot ám a fejlesztések 1943-ban leálltak.
4-es típusú Ke-Nu: Egy Csi-Ha toronnyal és fegyverzettel ellátott Ha-Gó. Mivel a súlya megnőtt a mozgékonysága leromlott a harckocsinak. Nagyjából 100 darab készült belőle és a legtöbbet a Japán szigetek védelménél kívánták használni. Néhány darab átkerült Koreába ahol harcoltak a Mandzsúriába betörő szovjet egységekkel. Az egyetlen példány a kubinkai harckocsi múzeumban található.

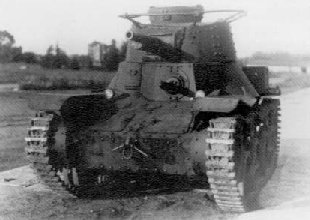
A 4-es típusú Ke-Nu könnyű harckocsi.

95-ös típusú Manshū: Kiképzésre átalakított Ha-Gó. A kiképzőiskolákban használták őket.
95-ös típusú Ta-Se: 1941 novemberében megépített önjáró légvédelmi gépágyú. Alvázát a Ha-Gó-tól kapta és egy 20 mm-es 98-as típusú gépágyú került fel rá. Kísérleteztek két darab gépágyúval felszerelt változatot is ám a terveket elvetették.
98-as típusú Ke-Ni: Erősebb páncélzattal ellátott verzió. Ígéretes típusnak tűnt, mert a vastagabb páncélja ellenére a tömege nem növekedett meg. Mitsubishi 100-as típusú 6 hengeres dízelmotort kapott, ami 130 lóerő leadására volt képes valamint egy 100-as típusú 37 mm-es löveg került beépítésre a kétszemélyes toronyba. 1938-ban kezdődtek a fejlesztések, de a Ha-Gó sikerei miatt egy időre felhagytak vele. Azonban mikor a Világháborúban megmutatkoztak a 95-ös típus hibái újra elővették a terveket. 1941-ben 1-et, 1942-ben 24-et, 1943-ban pedig csupán 79-et gyártottak le így csak 104 darab épült meg. Gyártását azért hagyták félbe, mert a haditengerészetnek több nyersanyagra volt szüksége. A Ke-Ni alapján tervezték meg a Christie-féle futóművel ellátott 98B típusú Ke-Ni Otsu-t amiből csupán egy prototípus épült és a gyártását elvetették.
5-ös típusú Ho-Ru: 47 mm-es 1-es típusú löveggel felszerelt Ha-Gó amit fixen egy új felépítményben helyeztek el. Páncélvadászként akarták használni. A páncélosnak szélesebb lett a nyomtávja, hogy elférjen az új felépítmény. 1945 februárjában kezdték tervezni, de csak 1 prototípus készült el.
4-es típusú Ho-Tó: 120 mm-es 38-as típusú tarackot építettek a Ha-Gó alvázára. Alacsony volt a kezdősebessége a lőszernek, de nagy erejű HEAT robbanólövedékkel még a Sherman tankot is ki tudta volna lőni. 1945-ben tervezték, de csak 1 prototípus épült.
95-ös típusú Ri-Ki: Ha-Gó alvázára épített műszaki mentő jármű. 3 tonnás 4,5 méteres daruval volt felszerelve.